# 保険業法112条評価益
保険業法112条評価益（ほけんぎょうほう112じょうひょうかえき）とは、会社法における取得原価主義の特例として、市場価格のある株式の評価益を計上するものである。この評価益は、保険契約者のために、責任準備金あるいは配当準備金として積立てなければならず、主務大臣の認可が必要である。

## 旧保険業法における取扱
旧保険業法では、保険業法112条評価益に対応するものとして、保険業法84条評価益と呼ばれるものがあった。